# Щитни
Щи́тни (лат. Triopsidae) — семейство небольших пресноводных ракообразных класса жаброногих, выделяемое в подотряд Notostraca.
Название происходит от щитка, который почти полностью покрывает спину животного. Латинское название типового рода Triops (от греч. «трёхглазый») щитни получили из-за органа, напоминающего третий глаз, однако до сих пор его функция точно не установлена. Это может быть науплиальный глаз, отличающий свет от темноты и помогающий щитням ориентироваться в пространстве, существуют также мнения, что это своеобразный химический (осмотический) датчик.
Разные виды имеют разные размеры, но все они колеблются в пределах от 2—3 до 10—12 см. Щитни — относительно малоизученные животные, хотя распространены на всех континентах, кроме Антарктиды. У щитней прочный щиток-панцирь, покрывающий спину и до 70 пар ног.

## Описание
Тело удлинённое, более или менее прикрыто цельным спинным щитом, который прикреплён к голове. На спинной стороне тела располагается 2 сложных фасеточных глаза, науплиальный глаз и фронтальный орган, все прикрытые кутикулой. Антенны I отсутствуют либо короткие. Имеется 35—71 пара ног, из которых 29—52 постгенитальные. Задние туловищные сегменты без ног. Ноги I пары с нитевидными членистыми эндитами. Половое отверстие расположено на II сегменте. Яйца вынашиваются в выводковой камере, которая образована экзитами XI торакопода. Из яйца выклевывается несегментированный науплиус (у Triops cancriformis) или метанауплиус, у которого сегментирована задняя часть тела.

## Экология
Щитни живут в мелких временных (эфемерных, пересыхающих в определённое времена года) пресных водоёмах: лужах, канавах, оврагах, или промерзающих прудах, где у них мало естественных врагов, где нет рыб, нет земноводных, охотящихся в воде. Предпочитают стоячие воды. Встречаются и в неглубоких, разлитых поймах ручьёв, но такие популяции неустойчивы из-за давления хищников.
После того, как низменность заполнилась водой, в течение 1—3 суток из находящихся в земле цист вылупляются личинки (в зависимости от вида — науплиусы или метанауплиусы) щитней размером около 0,5 мм. Они очень быстро развиваются, несколько раз линяют (около 40 раз у щитня летнего), примерно через 2 недели становятся полностью половозрелыми взрослыми особями и откладывают в грунт цисты следующего поколения. Цисты, посредством которых размножаются щитни, также называют яйцами. Они представляют собой уже развившиеся эмбрионы, покрытые оболочкой.
Яйца могут сохраняться на месте пересохшего водоёма 7—9 лет (по одному сообщению — даже 15 лет), выдерживают промерзание, а при наступлении благоприятных условий из них вылупляется личинка (науплиус или метанауплиус).
Популяции могут проявлять себя только в редкие сезоны что осложняет понимание распространённости видов.
Щитни питаются частичками грунта, отбирая сравнительно крупные из них, мягкими частями растений и маленькими животными: жаброногами, маленькими насекомыми без твёрдых оболочек (в частности, хирономидами), головастиками лягушек и мальками рыб. Были случаи приносимого щитнями значительного вреда молоди рыб на рыбоводных заводах Дона и вреда молодым побегам риса в местах его выращивания на заливных полях.
Продолжительность жизни щитней в лаборатории совпадают с данными полевых наблюдений: Triops longicaudatus живёт приблизительно 50—60 дней, Triops cancriformis — около 90 дней.

## Места обитания
Щитни встречаются на всех материках, кроме Антарктиды, от полярных водоёмов до тропических.
В Евразии наиболее распространены два вида: Lepidurus apus и Triops cancriformis (щитень летний). В Америке были идентифицированы несколько видов, включая Triops longicaudatus и Triops newberryi. В Австралии установлены несколько подвидов, объединённых названием Triops australiensis. Другие распространённые виды — Triops numidicus из Африки, Triops granarius, обитающий в Южной Африке, Китае, Японии, Италии и России.

## Поведение
Большую часть времени щитни проводят у дна, копаясь в грунте в поисках пищи. Щитни активны круглые сутки, однако для нормальной жизнедеятельности им необходим свет. Иногда щитни плавают у поверхности воды брюшком вверх. Неизвестно, что заставляет их делать это. Гипотеза о нехватке кислорода не подтверждается наблюдениями — щитни ведут себя так и в воде, достаточно насыщенной кислородом. Возможно, это рудиментарное поведение — личинки щитней таким образом находят себе пропитание, бактерий, скапливающихся у поверхности воды. Такое поведение взрослых особей тем более странно, что, выставляя напоказ ярко-красное брюшко, щитни делаются лёгкой добычей птиц.
Щитни регулярно линяют, особенно в начале жизни, сбрасывая свой ставший тесным панцирь.

## Размножение
В большинстве популяций щитней присутствуют только «самки», которые откладывают цисты. Однако точно неизвестно, являются ли особи, несущие цисты, истинными самками, то есть, размножаются ли они партеногенезом, или речь идёт о гермафродитах. Многочисленные наблюдения показывают, что при некоторых (точно пока не установленных) обстоятельствах в популяции появляются самцы, и щитни переходят на двуполое размножение.
Яйцеклетки щитни носят в специальных мешочках, пряча их под задним краем панциря. После того, как яйцеклетки разовьются до эмбрионов, щитни зарывают получившиеся цисты в песок, склеивая их в комочки особым секретом. В принципе, после этого популяция щитней может вымирать: если водоём пересохнет, отложенные цисты останутся в грунте и вылупятся при благоприятной ситуации.
Цисты щитней очень «выносливы». Им не страшны ни засуха, ни жара, ни мороз. В сухом и тёмном месте цисты могут храниться десятилетиями.
Механизм «пробуждения» цист не выяснен. Для того, чтобы циста перешла в активное состояние, требуются мягкая вода, определённая температура, свет и отсутствие химических веществ, свойственных выделениям живых организмов. Очевидно, что эти условия выполняются тогда, когда момент для вылупления личинок оптимален, условия соответствуют свежезаполненному талой или дождевой водой водоёму и подходящему времени года.
При наступлении благоприятных условий «активируется» около половины цист. Остальные остаются в «законсервированном» состоянии на тот случай, если водоём пересохнет слишком быстро и вылупившаяся популяция не успеет продолжить род.
Иногда водоём не пересыхает до естественной гибели первой популяции (порядка 6—12 недель). В таких случаях отложенные цисты могут дать потомство сразу, без высыхания. Предполагается, что они реагируют на уменьшение количества нитритов и нитратов, содержащихся в экскрементах животных.
Цисты щитней могут переноситься на большие расстояния ветром или животными, расширяя таким образом ареал этих животных и препятствуя возникновению обособленных популяций, что наряду с отсутствием врагов и конкурентов, а также коротким периодом активного существования, является причиной слабого влияния естественного отбора на щитней и похожести современных щитней на щитней триасового периода.

## Палеонтология
Древнейшие представители Notostraca найдены в верхнем девоне Бельгии. Морфология щитней не изменилась в основных чертах со времён триасового периода, что даёт основание называть их «живыми ископаемыми». В то время едва появились динозавры, не существовало цветковых растений, а на Земле был единственный континент Пангея. Щитень летний (Triops cancriformis) обладает большой морфологической схожестью с щитнями верхней перми и нижнего триаса, в результате чего некоторые специалисты относили их к этому же таксону, считая его древнейшим ныне живущим видом. Однако молекулярные данные не подтвердили это мнение, показав, что щитень летний возник в результате эволюционной радиации щитней в кайнозойскую эру.

## Щитни в аквариуме
Щитни — очень неприхотливые животные, они довольствуются любым кормом, нетребовательны к качеству воды; колебания температуры для них тоже не составляют большой проблемы. Только в первые дни жизни необходимо предоставить им «тепличные» условия.
Обычно в аквариумах разводят три вида щитней: т. н. американских — Triops longicaudatus, европейских — Triops cancriformis и австралийских — Triops australiensis. Известны успешные попытки содержания в аквариуме и европейского Lepidurus apus, но для такого аквариума требуется специальное оборудование: в природе этот вид обитает в талой холодной воде с температурой не выше 15 °C.
Эти существа могут стать интересным дополнением к пресноводному аквариуму (если, конечно, соблюдены подходящие для щитней условия, например, им необходим мелкий песок на дне), поскольку щитни едят всё, что они находят и, к тому же, необычно выглядят. Они могут, однако, представлять определённую опасность для маленьких рыб, мальков или других ракообразных и могут в свою очередь быть съедены большой рыбой. Кроме того, они могут повредить корни растений аквариума.
В Европе в детских магазинах игрушек часто продают специальные наборы для разведения щитней в качестве научного проекта или аквариума для новичков. Обычно в набор входят подходящая ёмкость, термометр, шланг, аэратор, корм и, собственно, «яйца» щитней (в чистом виде или смешанные с песком). Управляться с ними достаточно просто — песчаную смесь или цисты в чистом виде из такого набора помещают в дистиллированную или ключевую воду, и они вылупляются очень быстро — нередко через сутки или быстрее. Рост существенно изменяется от одного дня к следующему, пока они не достигнут своего максимального размера приблизительно в 5—8 см. Помимо неприхотливости, привлекательным моментом является и короткий срок жизни этих ракообразных — дети могут пронаблюдать полный жизненный цикл щитней ещё до того, как они успеют им надоесть.

## Классификация
Система щитней далека от завершения, так как ими занимаются очень немногие биологи. На 2008 год предварительно определены 16 видов:
Род Lepidurus (Leach, 1819)
- Щитень весенний (Lepidurus apus Linnaeus, 1758)
- Lepidurus arcticus (Pallas, 1776)
- Lepidurus batesoni (Lonhorst, 1955)
- Lepidurus bilobatus (Packard, 1883)
- Lepidurus couesii (Packard, 1875)
- Lepidurus cryptus (Rogers, 2001)
- Lepidurus lemmoni (Holmes, 1894)
- Lepidurus lynchi Linder, 1952
- Lepidurus mongolicus (Vekhoff, 1992)
- Lepidurus packardi Simon, 1886

Род Triops (Schrank, 1803)
- Triops australiensis (Spencer & Hall, 1895)
- Щитень летний, или обыкновенный, или ракообразный (Triops cancriformis Bosc, 1801)
- Triops granarius (Lucas, 1864)
- Triops longicaudatus (LeConte, 1846)
- Triops numidicus (Grube, 1865)
- Triops newberryi (LeConte, 1846)